# Michail Pavlovič Bestužev-Rjumin
Michail Pavlovič Bestužev-Rjumin, in russo Михаил Павлович Бестужев-Рюмин? (Kudrëški, 4 giugno 1801 – San Pietroburgo, 25 luglio 1826), fu uno dei principali esponenti del decabrismo, membro dell'Associazione del Sud, nonché massone.
Nacque nel 1801 nel villaggio di Kudrëški (Кудрёшки) appartenente all'uezd (divisione amministrativa) della città di Gorbatov.
Il 26 dicembre 1825, giorno dell'insurrezione, aveva il grado di sottotenente nel battaglione Černigov. Venne condannato all'impiccagione insieme a Pëtr Grigor'evič Kachovskij, Sergej Ivanovič Murav'ëv-Apostol, Pavel Ivanovič Pestel' e Kondratij Fëdorivič Ryleev. La condanna fu eseguita nella fortezza di Pietro e Paolo.